# Steinkind (Band)
Steinkind ist eine deutsche Electronica- und Alternative-Rock-Band, die im Jahr 2006 in Leipzig gegründet wurde und aus Sandor F. und Phil J. besteht.

## Geschichte
Die Band Steinkind wurde 2006 von Sandor F. und Phil J. in Leipzig gegründet, nachdem sie sich nach einer Konzertschlägerei 2005 kennengelernt hatten. 2006 nahmen sie in ihrem privaten Studio eine Demo-CD mit dem Titel Kind in Scherben auf und verteilten diese in einer Auflage von 500 Stück beim Wave-Gotik-Treffen in Leipzig desselben Jahres an verschiedene Clubs und DJs. Unter den darauf enthaltenen Liedern befand sich auch Deutschland brennt, das 2006 als erste Single und 2007 als Maxi-CD der Band von dem Label Vail Records veröffentlicht wurde. Die Single enthielt neben dem Original des Liedes auch Remixe der bekannten Bands Haujobb und Xotox und konnte sich als Clubhit etablieren.
2007 erschien mit Vom Hier im Jetzt bei Vail Records das erste Album der Band. Ein zweites Album folgte mit Galle, Gift & Größenwahn 2009, aus dem die zweite Single Ich bin zurück ausgekoppelt wurde, und 2011 veröffentlichte die Band mit Etappe 011 das dritte Album beim Label Danse Macabre.

## Diskografie
Steinkind veröffentlichte seit ihrer Gründung folgende Tonträger:
- 2006: Kind in Scherben (Demo)
- 2006: Deutschland brennt (Single und MCD; Thorntree Records, Vail Records)
- 2007: Vom Hier im Jetzt (Vail Records)
- 2009: Galle, Gift & Größenwahn (Vail Records)
- 2011: Etappe 011 (FubAk Entertainment, Danse Macabre)
- 2016: Für dich allein/Gangsterrepublik (FubAk Entertainment)

## Belege
1. ↑  Steinkind bei Regioactive.de. Abgerufen am 1. März 2014.
2. 1 2  Steinkind bei discogs.com